# Абубакаров, Сайидмухаммад Хасмухаммадович
Сайидмуха́ммад Хасмухамма́дович Абубака́ров (23 сентября 1959, Гумбетовский район, Дагестанская АССР — 21 августа 1998, Махачкала, Дагестан, Россия) — российский муфтий, председатель Духовного управления мусульман Дагестана. Погиб в результате теракта.

## Биография
Родился 23 сентября 1959 года в селении Цилитль Гумбетовского района. Родители, по достоинству оценив способности ребёнка, отдали его в школу когда ему было лишь пять лет. Благодаря занятиям с учителем, нанятым отцом, Сайидмухаммад-хаджи в десятилетнем возрасте в совершенстве овладел таджвидом.
В 1975 году, в 15-ти летнем возрасте, Сайидмухаммад-хаджи поступил на стоматологический факультет Дагестанского Государственного Медицинского Университета. В 1980-м году, окончив с отличием университет, поехал в Грозный учиться на интернатуре. По окончании учебы, ему предложили работу стоматологом в Горагорске, где проработал 3 года. Вернувшись в Махачкалу, устроился в одну из столичных поликлиник. Затем занимался частной практикой. Сайидмухаммад в совершенстве владел профессией, изобрел и пользовался личными методами малой ортопедии, которыми обычно не пользовались в медицинской практике.
С 1993 года являлся заместителем муфтия Духовного управления мусульман Дагестана Багавудина Исаева.
С 1993 по 1994 годы проходил курсы повышения квалификации имамов в сирийском университете «Абу-Нур» в Дамаске .
В 1995-м году совет алимов Дагестана поручил ему курировать вопросы взаимодействия Духовного управления со средствами массовой информации.
1 июля 1996 года в связи с болезнью Алихаджи Алиева, являвшегося на тот момент муфтием, Сайидмухаммад-хаджи был назначен исполняющим обязанности муфтия.
26 августа 1996 года Сайидмухаммад-хаджи Абубакаров был единогласно утверждён муфтием Дагестана членами Совета алимов Дагестана. На заседании присутствовало более 60-ти представителей духовенства из городов и большинства районов Дагестана, среди которых был и председатель совета алимов Дагестана, ректор исламского института имени Сайфуллы Кади – Арсланали Гамзатов.

### Гибель
21 августа 1998 года Сайидмухаммад Абубакаров ехал на пятничный намаз в Джума-мечеть Махачкалы на служебном автомобиле ГАЗ-31029, в котором также находились его брат Ахмад Абубакаров и водитель Хайдар Омаргаджиев. Во время призыва на молитву, когда машина муфтия въезжала во двор Центральной Джума-мечети Махачкалы, прогремел взрыв, унесший жизни Сайидмухаммада Абубакарова, его брата и водителя. Неизвестные преступники взорвали радиоуправляемую бомбу, заложенную на дороге .

## Реакция
Сергей Степашин, возглавлявший на тот момент МВД, взял дело под личный контроль.
Равиль Гайнутдин заявил: «Убийство муфтия Дагестана — трагедия для всех мусульман России. В последний раз мы встретились с ним 24 июля на совещании муфтиев в Москве. Абубакаров сказал, что вынужден постоянно менять машины. Значит, уже тогда ему угрожала опасность».

### Память
7 декабря 1998 года улица Чернышевского в Махачкале была переименована в улицу Абубакарова.
22 августа 2003 года в память о пятой годовщине смерти Сайидмухаммада-хаджи в Махачкале прошла научно-практическая конференция «Ислам в современном мире: жизнь и деятельность Сайидмухаммад-хаджи Абубакарова».

## Деятельность
Сайидмухаммад-хаджи был активным борцом с ваххабитами. По его словам, если с ними не бороться, «религиозные фанатики превратят нашу страну в Афганистан».
Стал одним из инициаторов закона Республики Дагестан «О свободе совести, свободе вероисповедания и религиозных объединениях», принятого 30 декабря 1997 года.

## Награды
- Орден Мужества (30 июля 1999 года, посмертно) — за мужество и самоотверженность, проявленные при исполнении гражданского долга[5]